# أبو مصقار
أبو مِصْقَار (الاسم العلمي Scarus) جنس أسماك بحرية من فصيلة بنات مصقار. أنواعه عديدة (المعروفة منه حاليًا 52. نوع) جميعها زاهية الألوان كان لها شهرة عظيمة عند الفينيقين والرومان. وهي من الأسماك المأكلوة اللذيذة الطعم غير إن البعض يتحاشون أكلها في أشهر شباط وأذار ونيسان خوفًا من مرعاها السام الممكن انتقال مفعوله إلى آكلها. أشهر أنواعه: الحريت ودرة البحر وديك البحر والسيان والغيمانوالغيتان.